# На солнце
«На солнце» — десятый студийный альбом российской рок-группы «АукцЫон» вышедший в 2016 году.

## История создания
Некоторые песни с альбома звучали на сольных концертах Леонида Фёдорова в 2015 году. Так, песня «Сынок» была впервые исполнена на концерте в кафе «Март» 6 марта 2015 года и имела текст, отличный от альбомной версии. Песни «Луна упала», «И день и ночь», «На солнце» неоднократно исполнялись на сольных концертах Фёдорова с 2015 года, почти за год до их официального релиза.
Альбом записан в октябре 2015 года на производственном комплексе «Тонстудия» киноконцерна «Мосфильм». Звукорежиссёр — Андрей Левин, ассистент звукорежиссёра — Сергей Круглов, мастеринг — Анатолий Рясов. В записи не участвовал Олег Гаркуша.
У музыкантов было много вариантов названия альбома, а сама заглавная песня альбома по словам Л.Федорова была записана настолько давно, что он даже думал не включать ее в альбом.
По словам директора группы: "Сначала мы хотели свести альбом с известным английским саунд-продюсером. Но после первой песни решили распрощаться с ним. Он – настоящий профессионал, но сводил по своим медийным стандартам, так, чтобы песню сразу взяли на радио, потому что она была бы сведена под любой, образно говоря, громкоговоритель. Фёдоров же пишет альбомы, стараясь подстраиваться под хай-энд, под аппаратуру высокого качества. Продюсер свёл песню к стандартам, и из неё исчез нужный драйв. Как минимум, ударные у нас всегда впереди, они – как ритм сердца, а не аккомпанирующий фон. На хай-энде сразу становится заметно, есть в музыке глубина или нет».
Из-за этих пертурбаций выпуск альбома задержался на несколько месяцев.
Альбом был опубликован в сети Интернет для бесплатного скачивания 16 мая 2016 года. Было разработано специальное приложение для мобильных устройств — «Аукцыон на солнце», которое начинает проигрывать музыку, если пользователь направит камеру смартфона на солнце или другой источник яркого света.
1 июня 2016 года альбом поступил в продажу на CD. Презентация альбома прошла в этот же день в петербургском клубе «Аврора» и 3 июня в московском «YotaSpace».
В 2017 году на песню «На солнце» режиссёром Лилией Тарасевич был снят видеоклип.

## Список композиций
Все тексты написаны Дмитрием Озерским.
| №  | Название        | Длительность |
| -- | --------------- | ------------ |
| 1. | «Сынок»         | 6:05         |
| 2. | «И день и ночь» | 9:44         |
| 3. | «Пропал»        | 7:15         |
| 4. | «Луна упала»    | 6:37         |
| 5. | «Чайки»         | 7:02         |
| 6. | «Плыть»         | 7:09         |
| 7. | «На солнце»     | 8:06         |
| 8. | «Мир тает»      | 10:26        |

## Участники записи
- Леонид Фёдоров — гитара, вокал, перкуссия, клавишные.
- Борис Шавейников — барабаны.
- Виктор Бондарик — бас-гитара.
- Юрий Парфёнов — труба, флюгельгорн, мянкелефинский кларнет, флейта.
- Николай Рубанов — тенор-, баритон- и сопрано- саксофоны, бас-кларнет, клавишные.
- Михаил Коловский — туба, диджериду.
- Дмитрий Озерский — клавишные.
- Владимир Волков — контрабас, клавишные, калимба, виола да гамба, арфочка, перкуссия.
- Лидия Фёдорова — бэк-вокал (2).
- Олег Гаркуша - виртуальная поддержка

Михаил Раппопорт, Виктор Бондарик, Николай Рубанов, Михаил Коловский, Дмитрий Озерский, Владимир Волков, Леонид Фёдоров — хор в композиции «Мир тает».